# ディジー・ミス・リジー
「ディジー・ミス・リジー」（Dizzy, Miss Lizzy）は、ラリー・ウィリアムズの楽曲である。1958年にシングル盤として発売された。スティーヴン・トマス・アールワインは、本作について「本物のロックンロールの名曲」と評している。発売から7年後にビートルズがカバーし、1969年にジョン・レノンが『トロント・ロックンロール・リヴァイヴァル』で演奏した。

## レコーディング
1957年末、ウィリアムズは自身最大のヒット曲となった「ボニー・モロニー」を発売。1958年2月19日、ウィリアムズは次のシングル曲のレコーディングを行なうためにカリフォルニア州ハリウッドにあるラジオ・レコーダーズを訪れた。
音楽ジャーナリストのジーン・スクラッティは、本作を際立たせているのはウィリアムスのボーカルであるとし、「リトル・リチャードの影からようやく抜け出したような、独自の強さを持っている」と評している。

## リリース
スペシャルティ・レコードは、「ディズ・ミス・リジー」を7インチシングルと12インチシングルの2形態で発売した。発売時点でウィリアムズはいくつか完成した楽曲が存在していて、レーベル側は「ボニー・モロニー」と同じく1957年9月11日のセッションで録音された「スロウ・ダウン」をB面曲として採用した。『ビルボード』誌のTop 100 Sidesでは、最高位69位を記録した。
シングルに収録の2曲は、いずれも1959年に発売されたコンピレーション・アルバム『ヒアズ・ラリー・ウィリアムズ』に収録されている。

## クレジット（ラリー・ウィリアムズ版）
- ラリー・ウィリアムズ - ボーカル、ピアノ
- アール・パーマー - ドラム
- レナ・ホール（英語版） - ギター
- ハワード・ロバーツ - ギター
- テッド・ブリンソン - ベース
- プラス・ジョンソン（英語版） - テナー・サックス
- ジュエル・グラント - バリトン・サックス

## ビートルズによるカバー
1965年、ビートルズはアメリカのキャピトル・レコードから新曲の提出を要求され、これに応えるかたちで1965年5月10日にEMIレコーディング・スタジオのスタジオ2で、「ディジー・ミス・リジー」のカバー・バージョンのレコーディングを行なった。ビートルズによるカバー・バージョンは、アメリカでは1965年6月14日に発売された『ビートルズ VI』、イギリスでは同年8月6日に発売された『ヘルプ!』に収録された。日本では、シングル・カットもされており、B面には「アンナ」が収録された。
音楽評論家のイアン・マクドナルドは、ビートルズによるカバー・バージョンについて「無秩序のヒステリーとごちゃごちゃしたダブルトラッキングの見苦しい出来損ない」と評している。
1965年の全米ツアーで演奏されており、1977年に発売された『ザ・ビートルズ・スーパー・ライヴ!』には1965年8月29日と30日のハリウッド・ボウル公演での演奏を1曲に編集した音源が収録された。
レノンは、1969年9月13日に開催された『トロント・ロックンロール・リヴァイヴァル』で本作を演奏した。当時の演奏は、プラスティック・オノ・バンドのアルバム『平和の祈りをこめて』に収録されている。

### クレジット（ビートルズ版）
※出典
- ジョン・レノン - ボーカル、リズムギター、オルガン（ヴォックス・コンチネンタル）
- ジョージ・ハリスン - ダブルトラックのリードギター
- ポール・マッカートニー - ベース
- リンゴ・スター - ドラム